# Hornhocko
Hornhocko (Pauxi unicornis) är en stor sydamerikansk starkt hotad hönsfågel i familjen trädhöns.

## Utseende
Fågeln har blåsvart fjäderdräkt, stora fötter, långa kraftiga ben, lång stjärt, röd näbb och ett blått horn i pannan. Den är två till tre gånger tyngre än en tjäder och kan vara upp till 35 centimeter längre.

## Utbredning och taxonomi
Hornhocko lever enbart på östliga sidan av Anderna i Bolivia. Sirahocko (P. koepckeae) behandlades fram tills nyligen som en underart till Pauxi unicornis. Den beskrevs taxonomiskt 1971 av Weske och Terborgh utifrån två skinnlagda fåglar på ett museum. 2006 lyckades den kvinnliga peruanska ornitologen Melvin Gastanaga att som första ornitolog observera den i fält och även fotografera den. Det lokala namnet på fågeln är Piuri. Fotografierna visar att taxonet har morfologiska skillnader, främst det blå hornet i pannan, och dess sång skiljer sig också. På grund av detta, och på grund av att dess systertaxon P. u. unicornis lever 100 mil söderut, betraktas de numera som två egna arter.

## Ekologi
Hornhocko förekommer i subtropiska, eller tropiska, fuktiga låglands- och bergsskogar.

## Status och hot
Arten är utrotningshotad främst på grund av jakt och habitatförstörelse av det redan isolerade utbredningsområdena. Sedan sirahocko urskilts som egen art kategoriserar IUCN unicornis i begränsad mening som akut hotad (CR).